# Hestina manja
Hestina manja är en fjärilsart som beskrevs av Hans Fruhstorfer 1913. Hestina manja ingår i släktet Hestina och familjen praktfjärilar. Inga underarter finns listade i Catalogue of Life.